# Felipe Leiria
Felipe Leiria (...) è un ex giocatore di football americano brasiliano, che ha giocato come tight end.